# Amstel Gold Race 1974
L'Amstel Gold Race 1974, nona edizione della corsa, si svolse il 13 aprile 1974 su un percorso di 238 km da Heerlen a Meerssen. Fu vinto dall'olandese Gerrie Knetemann, che terminò in 6h 06' 30".

## Ordine d'arrivo (Top 10)
| Pos. | Corridore            | Squadra       | Tempo    |
| ---- | -------------------- | ------------- | -------- |
| 1    | Gerrie Knetemann     | Gan-Mercier   | 6h06'30" |
| 2    | Walter Planckaert    | Watney-Maes   | a 3'21"  |
| 3    | Walter Godefroot     | Carpenter     | s.t.     |
| 4    | Freddy Maertens      | Carpenter     | s.t.     |
| 5    | Gust. Van Roosbroeck | M.I.C.        | s.t.     |
| 6    | Gerard Vianen        | Gan-Mercier   | s.t.     |
| 7    | Jan Krekels          | Robot-Gazelle | s.t.     |
| 8    | Tino Tabak           | TI-Raleigh    | s.t.     |
| 9    | Willy Teirlinck      | Sonolor       | s.t.     |
| 10   | Herman Van Springel  | M.I.C.        | s.t.     |